# Reinhold Portisch
Reinhold Portisch (* 25. Dezember 1930 in Lessach, Salzburg; † 1. Juli 2002) war ein österreichischer Komponist, Musikpädagoge und Musikmanager.

## Leben
Reinhold Portisch begann seine Ausbildung in Klavier und Oboe am Johann-Joseph-Fux-Konservatorium Graz. In den Jahren von 1954 bis 1958 studierte er an der Universität Mozarteum Salzburg Oboe, Dirigieren bei Gerhard Wimberger und Tonsatz bei Cesar Bresgen. Im Jahr 1958 legte er die Reifeprüfung in Oboe ebenda ab. In den Jahren von 1958 bis 1961 setzte er seine Studien in Komposition bei Karl Schiske, Zwölftonseminar bei Hanns Jelinek und Alte Musik bei Josef Mertin an der Universität für Musik und darstellende Kunst Wien fort.
Von 1961 bis 1962 arbeitete Portisch als Musikkritiker bei der Neuen Zeit Graz. Anschließend war er beim Konzertveranstalter Musikverein für Steiermark bis 1964 als Sekretär und bis 1970 als Generalsekretär tätig.
Danach war er im Jahr 1971 Abteilungsleiter beim Musikverlag Universal Edition sowie von 1971 bis 1972 Leiter des Internationalen Wettbewerbs für Gesang bei der Gesellschaft der Musikfreunde in Wien. Nachdem er in den Jahren 1976 bis 1977 als Leiter des Konzertbüros der Stadt Innsbruck fungierte, gründete er im Jahr 1979 die School of Music in Wien, welche er bis zum Jahr 1982 leitete. Im Jahr 1981 erhielt Portisch eine Professur für Tonsatz, Musiktheorie und Komposition am Konservatorium der Stadt Wien.
Reinhold Portisch starb im Alter von 71 Jahren und wurde auf dem Friedhof Feuerhalle Simmering im 11. Wiener Gemeindebezirk beigesetzt.

## Auszeichnungen
- 1963: Förderungspreis der Stadt Graz für Musik[2][3]
- 1975: Förderungspreis des Theodor Körner Fonds[2][3]
- 1976: Förderungspreis des Theodor Körner Fonds[2][3]
- 1976: Staatsstipendium der Republik Österreich für Komposition[2][3]

## Werke (Auswahl)

### Solomusik
- Invention für Klavier (1952)[4]
- Gütige Mutter Erde – Solo für Bariton und Klavier (1955)[4]
- Abertausend Jahre Zeit – Solo für Sopran und Klavier nach Texten von Jacques Prévert (1958)[4]
- Doppelfuge für Klavier (1959)[4]
- Drei Stücke für Klavier – op. 5 (1960)[4]
- O unsichtbares Licht – für Sopran (Tenor) und Orgel aus „Der Fels“ von Thomas Stearns Eliot (1975)[4]
- Grad dort, wo der Himmel offensteht – Solo für Violine, op. 13 (1976)[5]
- Fantasia per Organo, op. 14 (1976)
- Zustandsbilder – Solo für Klavier, op. 5  (1979)
- Das Unbedingte – Konzert für Orgel und Orchester, op. 18 (1976–1980)
- Konzert für Violine und Orchester – Solo für Violine, op. 21 (1988)[4]

### Ensemblemusik
- Vier Stücke für Violine und Schlagzeug – op. 2 (1958/1975)[4]
- Erstes Streichquartett – für zwei Violinen, Viola und Violoncello, op. 8 (1972)[4]
- Trio für Violine, Klarinette und Klavier – op. 10 (1974)[4]
- Meditation für Violine und Klavier (1979/1983)[4]
- O amore divino – für neunstimmigen Frauenchor und einen Schlagzeuger, op. 17 (1980)[4]
- Intrada für neun Trompeten – Widmung an die Jugendblasmusik der Stadt Wien (1981)[4]
- Die Rechenstunde – Duo für Flöte und Gitarre mit Solostimme Mezzosopran (1983)[4]

### Vokalmusik
- Drei Marienlieder für zweistimmigen Frauenchor a cappella (1953)[4]
- Es gibt kein Vergangenes – für dreistimmigen Frauenchor a cappella (1955)[4]
- Sonnengesang – nach dem gleichnamigen Gedicht von Andreas Okopenko aus „Grüner November“ (1960)[4]
- Jubilatio clamor spirituali – Solo für Chor (1973)[4]
- Das Haus Usher - Kammeroper in zwei Szenen frei nach dem Libretto von Claude Debussys "La Chute de la maison Usher" nach Edgar Allan Poes "The Fall of the House of Usher", op. 20 (1984)
- Auferstehung – für sechsstimmigen gemischten Chor a cappella nach dem gleichnamigen Gedicht von Marie Luise Kaschnitz, op. 19 (1985)[4]
- Magnificat – für sechsstimmigen gemischten Chor, op. 22 (1985)[4]
- Chorbüchlein nach Gedichten von Marie Luise Kaschnitz – für fünfstimmigen Kammerchor a cappella, op. 24 (1995)[4]